# 圣皮埃尔德巴
圣皮埃尔德巴（法語：Saint-Pierre-de-Bat）是法国吉伦特省的一个市镇，属于朗贡区和朗特尔德梅尔县（L'Entre-deux-Mers）。该市镇总面积8.95平方公里，2009年时的人口为311人。

## 人口
圣皮埃尔德巴人口变化图示